# Origin (film)
Origin is een Amerikaanse film uit 2023, geregisseerd en geschreven door Ava DuVernay, gebaseerd op het non-fictieboek Caste: The Origins of Our Discontents van Isabel Wilkerson uit 2020.

## Verhaal
De film gaat over het racisme in de Verenigde Staten door het onuitgesproken systeem dat Amerika heeft gevormd en beschrijft hoe de levens in de 21e eeuw nog steeds worden bepaald door een hiërarchie van menselijke verdeeldheid.

## Rolverdeling
| Acteur               | Personage          |
| -------------------- | ------------------ |
| Aunjanue Ellis       | Isabel Wilkerson   |
| Jon Bernthal         | Brett Hamilton     |
| Niecy Nash           | Marion Wilkerson   |
| Emily Yancy          | Ruby Wilkerson     |
| Finn Wittrock        | August Landmesser  |
| Victoria Pedretti    | Irma Eckler        |
| Vera Farmiga         | Kate               |
| Jasmine Cephas Jones | Elizabeth Davis    |
| Nick Offerman        | Dave de loodgieter |
| Connie Nielsen       | Sabine             |

## Productie
In oktober 2020 werd aangekondigd dat Ava DuVernay een verfilming van Caste: The Origins of Our Discontents voor Netflix zou regisseren, schrijven en produceren. In januari 2023 voegden Aunjanue Ellis, Niecy Nash, Jon Bernthal, Vera Farmiga, Jasmine Cephas Jones, Nick Offerman en Connie Nielsen zich bij de cast van de film en Netflix was niet langer meer betrokken.
De filmopnames begonnen in december 2022.

### Release
Origin ging op 6 september 2023 in première in de officiële competitie van het Filmfestival van Venetië.

## Prijzen en nominaties
De belangrijkste:
| Jaar | Prijs                    | Categorie    | Genomineerde(n) | Uitslag     |
| ---- | ------------------------ | ------------ | --------------- | ----------- |
| 2023 | Filmfestival van Venetië | Gouden Leeuw | Ava DuVernay    | Genomineerd |